# スパニッシュ・ハーレム (曲)
「スパニッシュ・ハーレム」(Spanish Harlem)はベン・E・キングが1960年にアトコ・レコードでレコーディングした楽曲。ジェリー・リーバーとフィル・スペクターが作詞作曲し、ジェリー・リーバーがプロデュースした。リーバーは1968年のインタビューでストーラーが編曲したことを認め、同様に、2009年のトークショー Bob Edwards Weekend でのリーバーとストーラーへのラジオインタビューで、ストーラーはクレジットされていなかったものの、レコードの重要なインストゥルメンタルによるイントロを書いたと述べている。ストーラーはチームの自伝 Hound Dog の中で、アトランティック・レコードでアーメット・アーティガンとジェリー・ウェクスラーに曲が提示されるときに、スペクターがギターを弾き、リーバーが歌うのに合わせてピアノで伴奏しながらこの "fill" を作り出したと述べている。「それ以来、私はこの曲がこの音楽的な形以外で演奏されたことはありません。」
この曲はもともとは "First Taste of Love" のB面としてリリースされた。キングが数年間リーダーを務めたドリフターズを離れて最初のヒットとなった。スパニッシュ・ギター、マリンバ、ドラムス、ソプラノサックス、ストリングスおよび男声コーラスをフィーチャーしたスタン・アップルバウムのアレンジによってビルボードのチャートを上昇し、リズム＆ブルースで最高15位、ポップ・ミュージックで最高10位を記録した。この曲はローリング・ストーン誌の「ローリング・ストーンの選ぶオールタイム・グレイテスト・ソング500」で358位となっている。映画『スタンド・バイ・ミー』が1位になった後の1987年に再発売された。

## アレサ・フランクリンのバージョン
1971年、アレサ・フランクリンは歌詞の一部を "A red rose up in Spanish Harlem" から "There's a rose in Black 'n Spanish Harlem. A rose in Black 'n Spanish Harlem” と変更して、オリジナルをチャートで上回るこの曲のカバーバージョンをリリースした。このバージョンは全米ソウルチャートで3週間1位となるとともに、ポップチャートでも2週にわたって2位を獲得した。「スパニッシュ・ハーレム」はダニー・オズモンドの「ゴー・アウェイ・リトル・ガール」によって1位獲得を妨げられた。このバージョンはビルボードのイージーリスニング・チャートでも6位のヒット曲となった。アレサ・フランクリンのバージョンは100万枚以上を売り上げてゴールド・シングルに認定された。フランクリンのバージョンではドクター・ジョンがバーナード・”プリティ”・パーディのドラムス及びチャック・レイニーのベースとともにキーボードを演奏した。

## クリフ・リチャードのバージョン
クリフ・リチャードは1962年のアルバム 32 Minutes and 17 Seconds にこの曲の自身の解釈を収録した。リチャードはまた、 "Das ist die Frage aller Fragen" と題したカール・ウルリッチ作詞のドイツ語バージョンを録音し、これはドイツとオーストリアで1963年に1位となり、スイスでは1965年に1位のヒットとなった。

## ローラ・ニーロのバージョン
1971年のカバーアルバム『ゴナ・テイク・ア・ミラクル』で、シンガー＝ソングライターのローラ・ニーロはラベル (音楽グループ)のバッキング・ボーカルとともにこの曲を演奏した。